# Oulad Aïssa (kommun i Taroudannt)
Oulad Aissa (franska: Oulad Aissa (CR), Oulad Aissa (Commune Rurale), arabiska: ئيكودار منابهة) är en kommun i Marocko.   Den ligger i provinsen Taroudannt och regionen Souss-Massa, i den centrala delen av landet, 400 km söder om huvudstaden Rabat. Antalet invånare är 9 713.